# Psittacofulvine

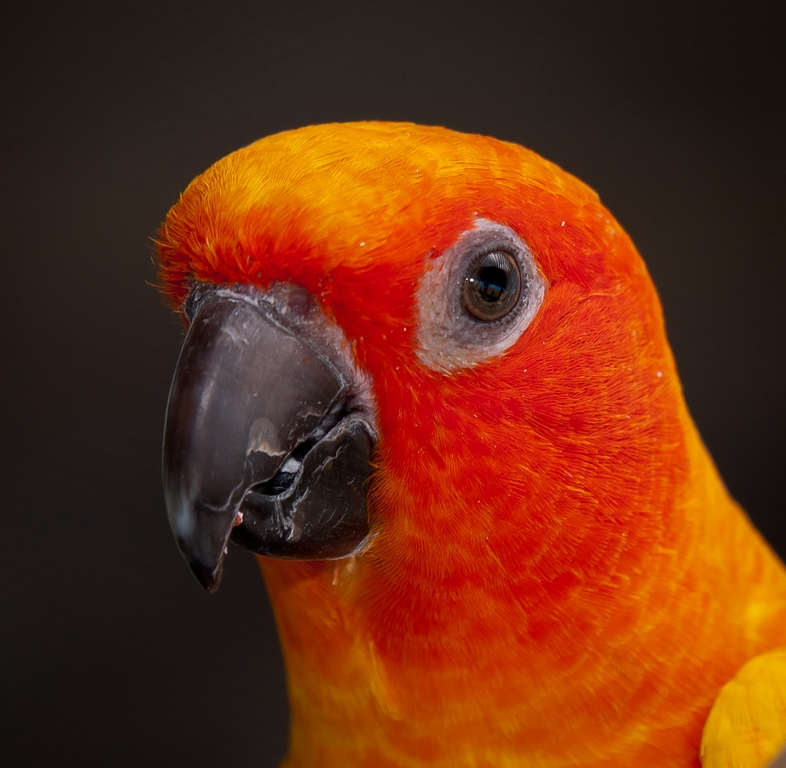
Un conure soleil (Aratinga solstitialis).

Les psittacofulvines (ou psittacines[réf. nécessaire]) sont des pigments liposolubles. Leur nom provient de Psittacidae, le nom scientifique de la famille d'oiseaux rassemblant les perroquets, les perruches, les cacatoès, etc., chez qui ces pigments ont été découverts. Ces pigments se concentrent dans leurs plumes et leur permet un éventail de couleurs qui vont du jaune au rouge.
La synthèse de ces molécules est inconnue in vivo et in vitro. En 2024, une étude des caractéristiques de la psittacofulvine chez sept espèces de perroquets montre que la chaîne carbonée du pigment peut se terminer par un groupe carbonyle ou un groupe carboxyle. La forme carbonyle prédomine largement dans les plumes rouges, et la forme carboxyle dans les plumes jaunes, des proportions plus équilibrées donnant des couleurs intermédiaires comme l'orange. En présence de nanostructures des plumes (à l'origine des couleurs structurelles, notamment des bleus), on aboutit à toute une palette de couleurs, dont de nombreuses nuances de vert.
Chez le Lori sombre (Pseudeos fuscata), les plumes sont jaunes ou rouges sous l'influence d'un variant génétique qui module l'expression du gène ALDH3A2, lequel code une enzyme qui convertit la forme carbonyle en carboxyle,.